# Большой Каюг
Большой Каюг — река в России, протекает в Лузском районе Кировской области. Устье реки находится в 55 км по правому берегу реки Шелюг. Длина реки составляет 17 км.
Река вытекает из болот в 15 км к юго-западу от деревни Уга и в 62 км к юго-востоку от города Луза. Река течёт на северо-запад, всё течение проходит по ненаселённому, заболоченному лесному массиву. Приток — Южковаж (левый). Впадает в Шелюг в урочище Молодорин Починок. Ширина реки не превышает 10 метров.

## Данные водного реестра
По данным государственного водного реестра России и геоинформационной системы водохозяйственного районирования территории РФ, подготовленной Федеральным агентством водных ресурсов:
- Бассейновый округ — Двинско-Печорский
- Речной бассейн — Северная Двина
- Речной подбассейн — Малая Северная Двина
- Водохозяйственный участок — Юг
- Код водного объекта — 03020100212103000012860